# Forever Alone
«Forever Alone» es una canción interpretada por el cantante y rapero argentino Paulo Londra. La canción fue publicada el 13 de febrero de 2019, a través de Big Ligas y Warner Music Latina como el sexto sencillo de su primer álbum de estudio Homerun. Fue coescrita y producida por Ovy on the Drums.
El 1 de abril de 2019, la disquera publicó un remix de la canción con la colaboración del DJ estadounidense Steve Aoki.

## Antecedentes
El 24 de enero de 2019, Londra a través de su cuenta oficial de Instagram anunció el lanzamiento de la canción. El 30 de enero, publicó la portada del sencillo y confirmó que se estrenaría el 13 de febrero. Ese mismo día, subió un adelanto de lo que sería el vídeo musical a su canal oficial de YouTube.

## Composición y letra
El título de la canción al español se traduce como «Por siempre solo» y hace referencia a los chicos solteros que disfrutan de los buenos momentos con los amigos. El cantante decidió publicar el sencillo un día antes de San Valentín (el día de los enamorados), por lo que la canción fue considerada como un himno en contraposición a la fecha, donde Londra prefiere pasar esta celebración lejos de las cartas románticas y los ramos de flores. La canción, también, hace alusión al meme del dibujo en blanco y negro que tiene la cara en forma de una papa, que muestra una expresión afligida y llorosa, que suele utilizarse para representar situaciones donde la persona pretende estar aislada y en solitario.

## Presentaciones en vivo
El 23 de febrero de 2019, Londra interpretó la canción por primera vez en vivo en la ciudad de Mendoza en el Parque Cívico, donde cantó ante más de 70 mil personas, en el marco del Festival Ciudad de Encuentros. El 31 de marzo de ese año, en el marco del Lollapalooza Argentina, Paulo interpretó el remix del sencillo junto a Steve Aoki, quien también formaba parte del line-up del festival.

## Posicionamiento en las listas
| Listas (2019)                       | Mejor posición |
| ----------------------------------- | -------------- |
| Argentina Hot 100 (Billboard)       | 16             |
| Argentina Nacional (Monitor Latino) | 8              |
| Colombia (National Report)          | 97             |
| Costa Rica Urbano (Monitor Latino)  | 18             |
| Ecuador (Top 40 Ecuador)            | 35             |
| España (Promusicae)                 | 31             |
| Mexico Espanol Airplay (Billboard)  | 41             |
| Perú Urbano (Monitor Latino)        | 14             |
| Perú (UNIMPRO)                      | 308            |

| Listas (2019)                   | Mejor posición |
| ------------------------------- | -------------- |
| Argentina Digital Songs (CAPIF) | 10             |
| Panamá (PRODUCE)                | 85             |
| Paraguay (SGP)                  | 89             |

## Certificaciones
| País      | Organismo certificador | Certificación | Ventas certificadas | Simbolización | Ref.   |
| --------- | ---------------------- | ------------- | ------------------- | ------------- | ------ |
| Argentina | CAPIF                  | Oro           | 10 000              | ●             | [ 24 ] |
| España    | PROMUSICAE             | Platino       | 60 000              | ▲             | [ 25 ] |

## Créditos y personal
Adaptados desde Jaxsta.

### Producción
- Paulo Londra: voz y composición
- Daniel Echavarría Oviedo: composición y producción
- Cristian Salazar: composición

### Técnico
- Daniel Echavarría Oviedo:  ingeniero de grabación
- Dave Kutch: ingeniero de masterización
- Alejandro «Mosty» Patiño: ingeniero de mezcla

## Historial de lanzamientos
| Región | Fecha                 | Formato(s)                 | Discográfica                  | Ref.   |
| ------ | --------------------- | -------------------------- | ----------------------------- | ------ |
| Varios | 13 de febrero de 2019 | Descarga digital streaming | Big Ligas Warner Music Latina | [ 27 ] |